# Taeniaptera gorgonae
Taeniaptera gorgonae är en tvåvingeart som beskrevs av Willi Hennig 1934. Taeniaptera gorgonae ingår i släktet Taeniaptera och familjen skridflugor. Inga underarter finns listade i Catalogue of Life.